# Municipio de Pleasant (condado de Madison)
El municipio de Pleasant (en inglés: Pleasant Township) es un municipio ubicado en el condado de Madison en el estado estadounidense de Ohio. En el año 2010 tenía una población de 3043 habitantes y una densidad poblacional de 37,93 personas por km².

## Geografía
El municipio de Pleasant se encuentra ubicado en las coordenadas 39°44′20″N 83°17′17″O / 39.73889, -83.28806. Según la Oficina del Censo de los Estados Unidos, el municipio tiene una superficie total de 80,24 km², de la cual 80,23 km² corresponden a tierra firme y (0,01 %) 0,01 km² es agua.

## Demografía
Según el censo de 2010, había 3043 personas residiendo en el municipio de Pleasant. La densidad de población era de 37,93 hab./km². De los 3043 habitantes, el municipio de Pleasant estaba compuesto por el 97,77 % blancos, el 0,3 % eran afroamericanos, el 0,26 % eran amerindios, el 0,56 % eran asiáticos, el 0,2 % eran de otras razas y el 0,92 % eran de una mezcla de razas. Del total de la población el 1,38 % eran hispanos o latinos de cualquier raza.